# Igreja Evangélica Luterana da Íngria

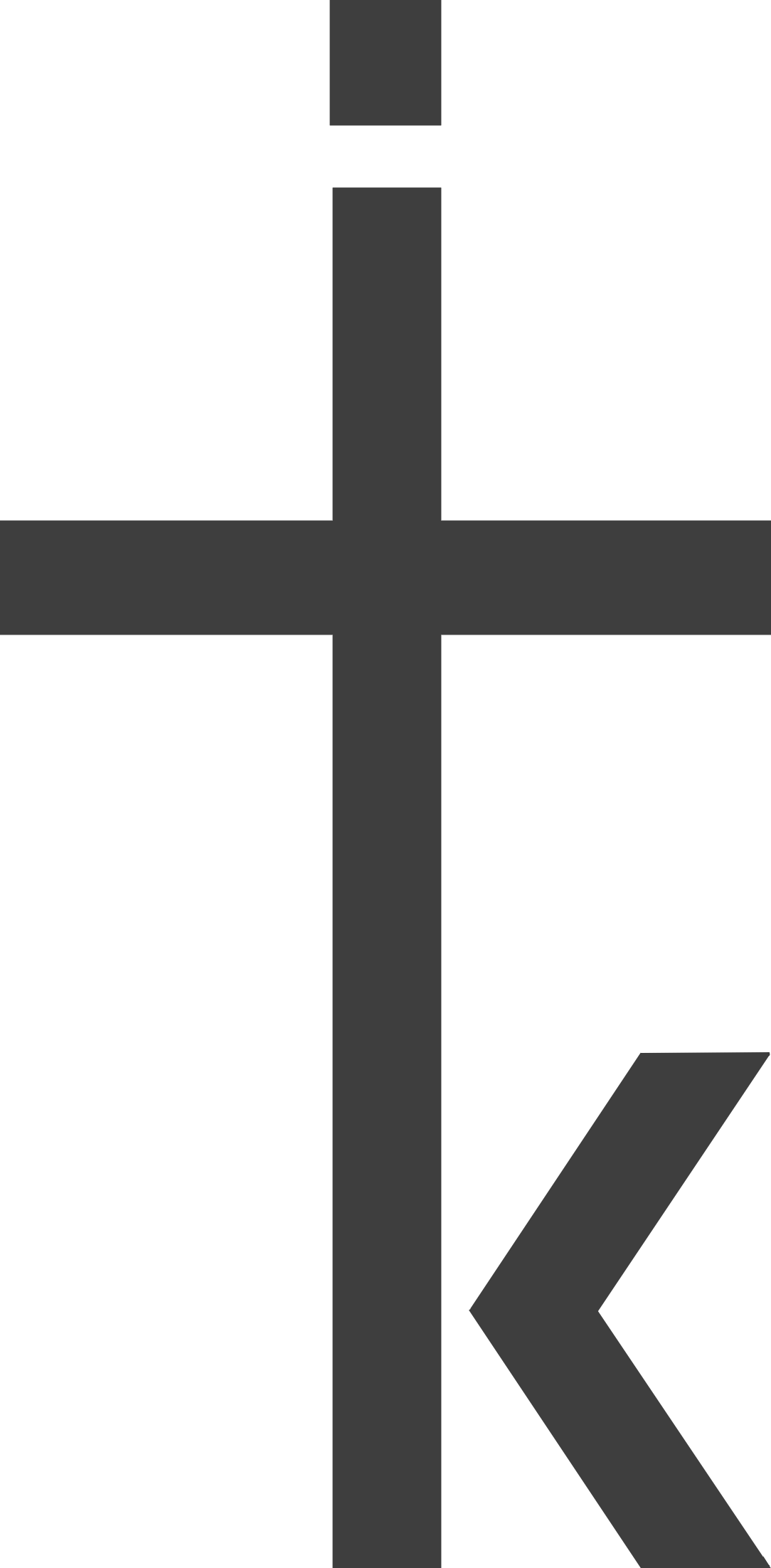
Igreja Evangélica Luterana da Íngria

A Igreja Evangélica Luterana da Íngria (em russo: Евангелическо-лютеранская церковь Ингрии, Yevangelichesko-lyuteranskaya tserkov Ingriyi; Finlandês: Inkerin evankelis-luterilainen kirkko; também a Igreja da Íngria) é uma igreja luterana de tradição escandinava na Rússia. É a segunda maior igreja luterana da Rússia, com 90 congregações e 15.000 membros, e atua principalmente na Íngria e na Carélia.

## História
A igreja foi fundada em 1992, após a separação da Igreja Evangélica Luterana Estoniana, embora a primeira paróquia luterana na Íngria tenha sido fundada em 1611, e a Igreja reconheça esta data como a de sua fundação. Sua história está intimamente ligada à do povo ingriano, e a Igreja segue a tradição luterana nórdica. Ele é membro da Federação Luterana Mundial e do Concílio Luterano Internacional.
Desde 1993, a Igreja da Íngria tem sido uma organização religiosa independente com seu próprio bispo, a quem cerca de 60 congregações em toda a Rússia estão subordinadas. O bispo da igreja desde 2020 é Ivan Laptev (n. 1979), o bispo anterior de longa data de 1996 a 2020 foi Aarre Kuukauppi e a catedral foi a Igreja de Santa Maria em São Petersburgo. Novas igrejas também foram construídas na Íngria e as antigas foram reabertas.  As línguas oficiais da igreja são o russo e o finlandês.

## Estrutura

### Sínodo
O corpo diretivo da IELI é o Sínodo. Ele toma as decisões canônicas.

### Bispo
O principal clérigo da igreja é o bispo. Titulares anteriores:
- 1992-1995 Leino Hassinen
- 1996–2020 Aarre Kuukauppi
- desde 2020 Ivan Laptev

### Centro
A Igreja de Santa Maria em São Petersburgo é a principal igreja e centro pastoral do ELKIR.

### Consistórios
A IELI é dividido em quatro consistórios:
- Carélia
- Rússia
- São Petersburgo
- Ingermanlândia Ocidental